# Datsue-ba
Datsue-ba (奪衣婆? lett. "la vecchia che spoglia") è un oni con la forma di un'anziana donna che vive sulle rive del fiume Sanzu nell'oltre tomba shintoista. Viene chiamata anche Sōzukaba (葬頭河婆?), Shōzuka no baba (正塚婆?), Ubagami (姥神?) e Ubason (優婆尊?).

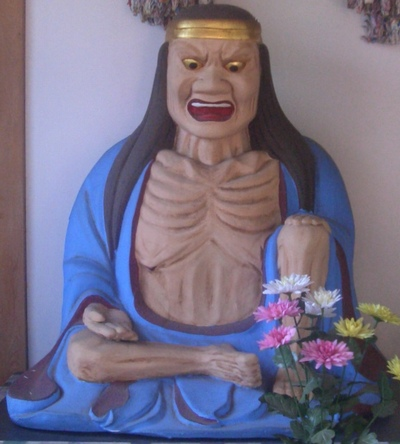
Una statua di Datsue-ba a Kawaguchi, Saitama

Nel folclore giapponese e principalmente nella dottrina della Terra Pura del Buddismo Mahāyāna, il sesto giorno dopo la morte, i defunti si riuniscono sulla riva sassosa (Sai-no-Kawara) del fiume Sanzu, che separa questo mondo dall'altro. In una sorta di esame preliminare da parte del re Shinkō-ō (秦広王?), il primo dei "Dieci Giudici" (十王?, Jūō, lett. "Dieci Re"), vengono divisi in tre gruppi. Ai "buoni" (zennin) senza peccato è permesso attraversare il fiume su un ponte accompagnati dal Bodhisattva Jizō (Kṣitigarbha, conosciuto in giapponese come Jizō Bosatsu). Coloro che hanno commesso peccati minori devono attraversare un guado poco profondo. I peccatori gravi devono attraversare il fiume a nuoto in un punto con una corrente rapida.
Nel buddismo giapponese, si dice che Datsue-ba sia il primo funzionario degli inferi che una persona incontra dopo la morte. Datsue-ba rompe le dita delle mani dei ladri per punirli del furto e spoglia i defunti dei loro vestiti. I vestiti vengono poi appesi a un grande albero chiamato Eryōju (衣領樹?), che si trova vicino al fiume, da un vecchio demone chiamato Keneō (懸衣翁?). Si dice che la piegatura dei rami dell'Eryōju su cui sono appesi gli abiti misuri la gravità delle azioni del defunto in vita, mentre il peso degli abiti determina il trattamento riservato al defunto dopo la morte.
Datsue-ba e il suo compagno Keneō sono capaci di ogni sorta di crudeltà. Per esempio incoraggia i bambini morti troppo giovani e troppo piccoli e deboli per attraversare il fiume a costruire un mucchio di ciottoli abbastanza elevato per poter raggiungere il paradiso. Ma prima che il mucchio sia abbastanza alto, la vecchia, con l'aiuto di altri demoni, fa crollare il mucchio. Si dice che i bambini vengano poi salvati su richiesta dei devoti parenti dal Bodhisattva Jizō, che li nasconde nella sua ampia veste e li porta attraverso il ponte.
Le prime menzioni di Datsue-ba risalgono alle scritture e alle storie religiose giapponesi dell'XI secolo. La più antica delle quali è probabilmente l'Hokke genki, composto da Chingen, un monaco Tendai tra il 1040 e il 1044. In "Renshū hōshi", uno dei 129 racconti all'interno dell'Hokke genki, una figura simile a Datsue-ba siede sulla riva di un fiume sotto un albero i cui rami sono appesi i vestiti.
Fin dal periodo Kamakura, Datsue-ba è menzionata nei sermoni e negli e-toki, e sono state aggiunte varie descrizioni,come lo scuoiamento di un defunto senza vestiti o lo spoglio dei vestiti di un defunto arrivato senza la moneta da sei mon (banconote funebri) necessaria per il traghetto attraverso il fiume Sanzu. All'inizio del periodo moderno, emerse anche una teoria secondo cui Datsue-ba era la moglie del re Enma. Col passare del tempo, Datsue-ba acquisì popolarità, mentre l'interesse per Keneō diminuì, e in molte storie non appare affatto.
Verso la fine del periodo Edo, divenne oggetto di culto popolare e furono eretti santuari a lei dedicati. Nella credenza popolare, si diceva che Datsue-ba fosse efficace nel tenere lontane le epidemie e nel curare la tosse, in particolare la pertosse nei bambini. Il tempio Soenji nel quartiere Setagaya di Tokyo e il tempio Shojuin nel quartiere Shinjuku sono noti come templi che venerano Datsue-ba. La Datsue-ba dello Shojuin era anche chiamata Wata no obāsan (綿のおばあさん?, lett. "Nonna di cotone") o Wata no o baba (綿のおばば?, lett. "Nonna di cotone") perché quando la tosse delle persone veniva curata, le veniva offerto del cotone e la statua veniva ricoperta di cotone.